# Universidade descentralizada
Uma universidade descentralizada é uma universidade cujas funções estão divididas entre a administração central da universidade e um número de faculdades constituentes. São especialmente comuns no Reino Unido, onde são chamadas de collegiate university (universidade colegiada).
Uma universidade colegial difere de uma universidade centralizada pelo fato de que suas faculdades não são apenas estruturas de residência; ao invés disso, cada faculdade possui um grau substancial de responsabilidade e autonomia dentro da universidade. O nível de auto-administração varia de acordo com as instituições, indo desde a faculdades quase autônomas em instituições federadas para faculdades dependentes integradas com a administração central. Comumente, mas não sempre, cada faculdade possui seu próprio centro estudantil.
Exemplos de universidades descentralizadas incluem a Universidade de Toronto, e a Universidade de Harvard.